# 米克斯多夫
米克斯多夫（德語：Mixdorf）是德国勃兰登堡州的市镇，隶属于奥得-施普雷县，总面积为13.03平方千米，截至2020年总人口为908人。